# Istituto Europa
L'Istituto Europa (Europa-Institut, in tedesco), fondato presso l'Università della Saarland nel 1951, è un ente focalizzato sull'integrazione europea, negli ambiti del diritto dell'Unione europea e diritto internazionale.